# بینایی پرنده

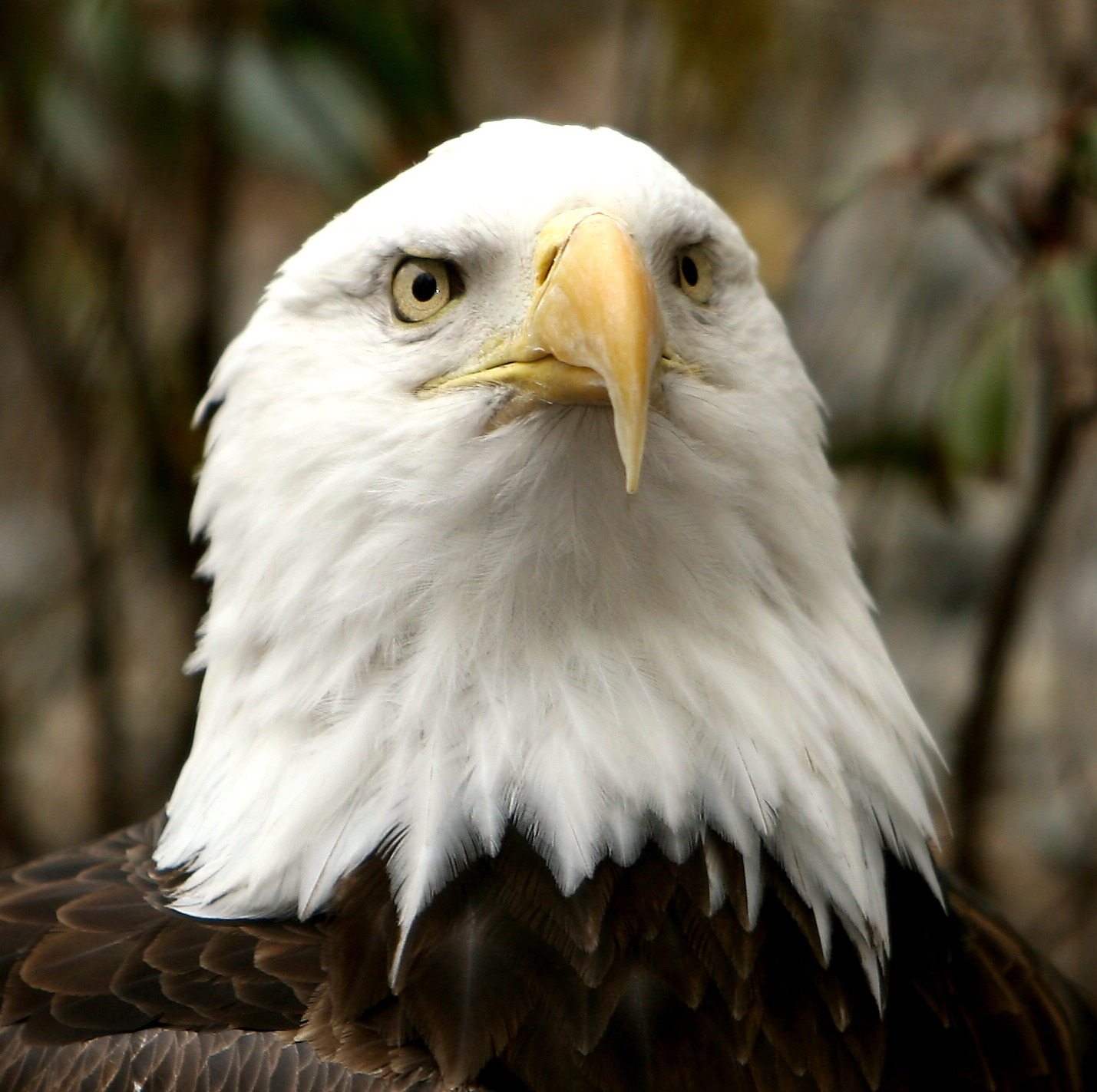
با چشمانی رو به جلو، عقاب سرسفید میدان دید دوچشمی پهناوری دارد.

بینایی مهم‌ترین حس برای پرندگان است، زیرا بینایی خوب برای پرواز ایمن ضروری است. پرندگان دارای تعدادی سازگاری هستند که قدرت بینایی را نسبت به سایر گروه‌های مهره‌داران برتری می‌دهد. کبوتر را «دو چشم با بال» توصیف کرده‌اند. پرندگان احتمالاً از نوادگان دایناسورهای ددپایان هستند، چشم پرندگان شبیه سایر خزندگان است، با ماهیچه‌های مژگانی که می‌توانند شکل عدسی را به سرعت و تا حد زیادی نسبت به پستانداران تغییر دهند. پرندگان نسبت به اندازه‌شان در قلمرو جانوران، بزرگ‌ترین چشم‌ها را دارند و در نتیجه حرکت در حفره استخوانی چشم محدود است. علاوه بر دو پلک که معمولاً در مهره‌داران یافت می‌شود، توسط یک غشای متحرک شفاف یا پلک سوم محافظت می‌شود. آناتومی داخلی چشم شبیه به دیگر مهره‌داران است، اما دارای ساختاری به نام pecten oculi است که ویژهٔ پرندگان است.
برخی از گروه‌های پرندگان تغییر خاصی در سیستم بینایی خود دارند که به شیوه زندگی آنها مرتبط است. پرندگان شکاری دارای تراکم بسیار بالایی از گیرنده‌ها و سازگاری‌های دیگر هستند که دقت بینایی را به حداکثر می‌رساند. جایگیری چشمان آنها دید دوچشمی خوبی به آنها می‌دهد و امکان قضاوت دقیق فاصله‌ها را فراهم می‌کند. گونه‌های شب‌زی دارای چشم‌های لوله‌ای، تعداد کمی آشکارسازهای رنگی هستند، اما سلول‌های میله‌ای با تراکم بالایی دارند که در نور ضعیف به خوبی عمل می‌کنند. پرستودریایی‌ها، کاکایی‌ها و آلباتروس‌ها در میان پرندگان دریایی هستند که قطرات روغن قرمز یا زرد در گیرنده رنگ برای بهبود دید دور به ویژه در شرایط مبهم و مه آلود دارند.

## کالبدشناسی فراچشمی
چشم یک پرنده بسیار شبیه چشم خزندگان است. برخلاف چشم پستانداران، کروی نیست و شکل صاف‌تر آن را قادر می‌سازد تا میدان دید بیشتری در کانون توجه قرار گیرد. دایره‌ای از صفحه‌های استخوانی، حلقه اسکلروتیک، چشم را احاطه کرده و آن را سفت نگه می‌دارد، اما یک بهبود چشم خزنده، که در پستانداران نیز دیده می‌شود، این است که عدسی بیشتر به جلو رانده می‌شود و اندازه تصویر روی شبکیه را افزایش می‌دهد.

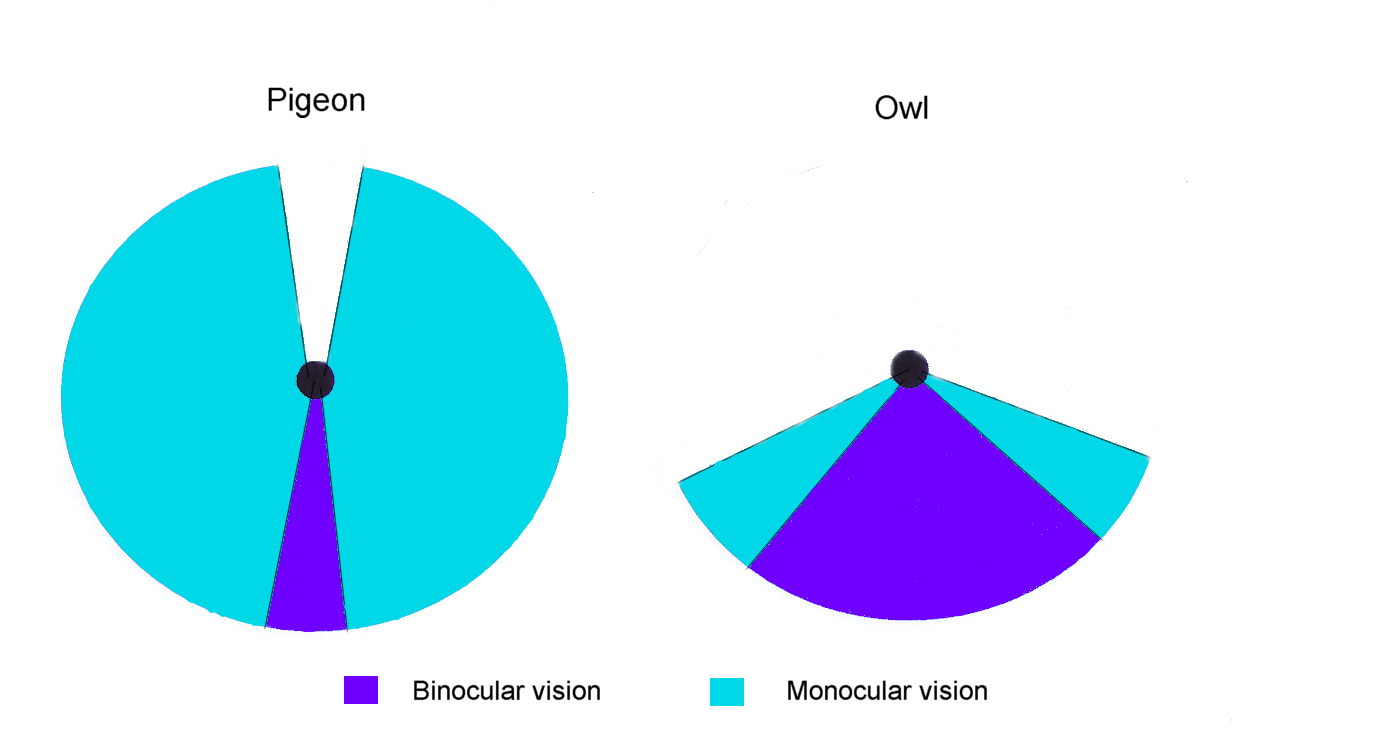
دامنه بینایی برای یک کبوتر و یک جغد

چشمان بیشتر پرندگان بزرگ، نه چندان گرد است و فقط قادر به حرکت محدود در مدارها است، معمولاً ۱۰–۲۰ درجه (اما در برخی از گنجشک‌سانان، بیش از ۸۰ درجه) به صورت افقی جابجا می‌شود. به همین دلیل است که حرکات سر در پرندگان نقش بیشتری نسبت به حرکات چشم دارد. دو چشم معمولاً به‌طور مستقل حرکت می‌کنند، و در برخی گونه‌ها می‌توانند به‌طور هماهنگ در جهت مخالف حرکت کنند.
پرندگانی که در دو طرف سرشان چشم دارند، میدان بینایی وسیعی دارند که برای شناسایی شکارچیان مفید است، در حالی که پرندگانی که چشمانشان در قسمت جلوی سر است، مانند جغدها، دید دوچشمی دارند و می‌توانند در هنگام شکار فاصله را تخمین بزنند. ابیای آمریکایی احتمالاً بزرگ‌ترین میدان بینایی را در بین پرندگان دارد، ۳۶۰ درجه در صفحه افقی و ۱۸۰ درجه در صفحه عمودی.

## نگارخانه

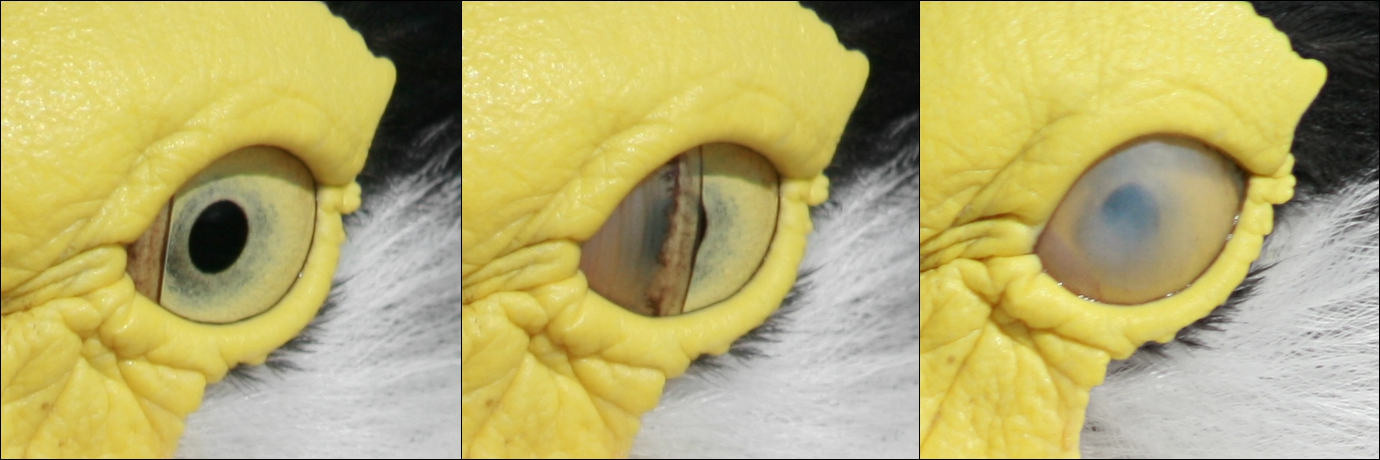
غشای پلک سوم یک خروس کولی نقاب‌دار
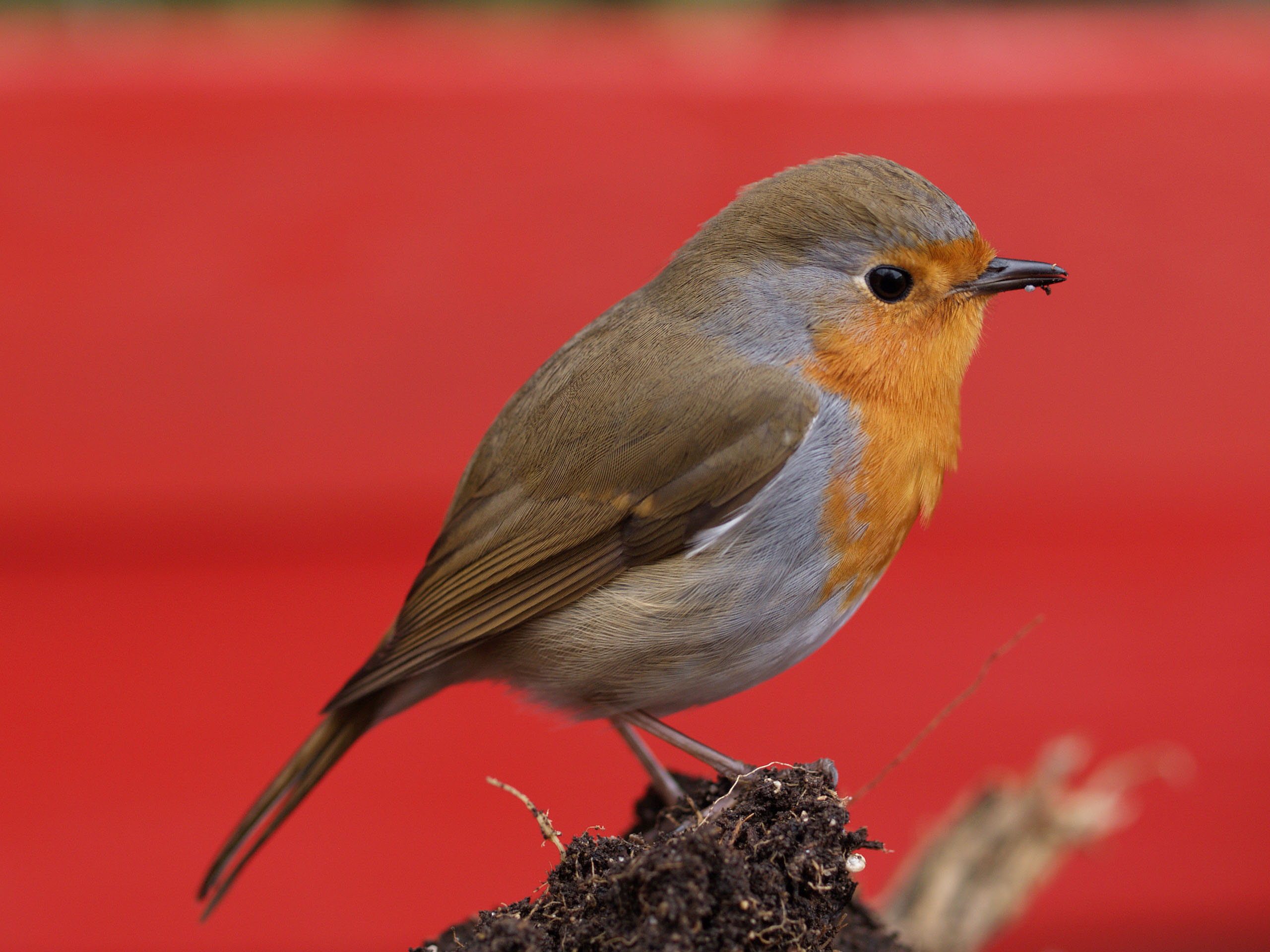
سینه‌سرخ اروپایی چشمان نسبتاً بزرگی دارد و صبح زود شروع به خواندن می‌کند.
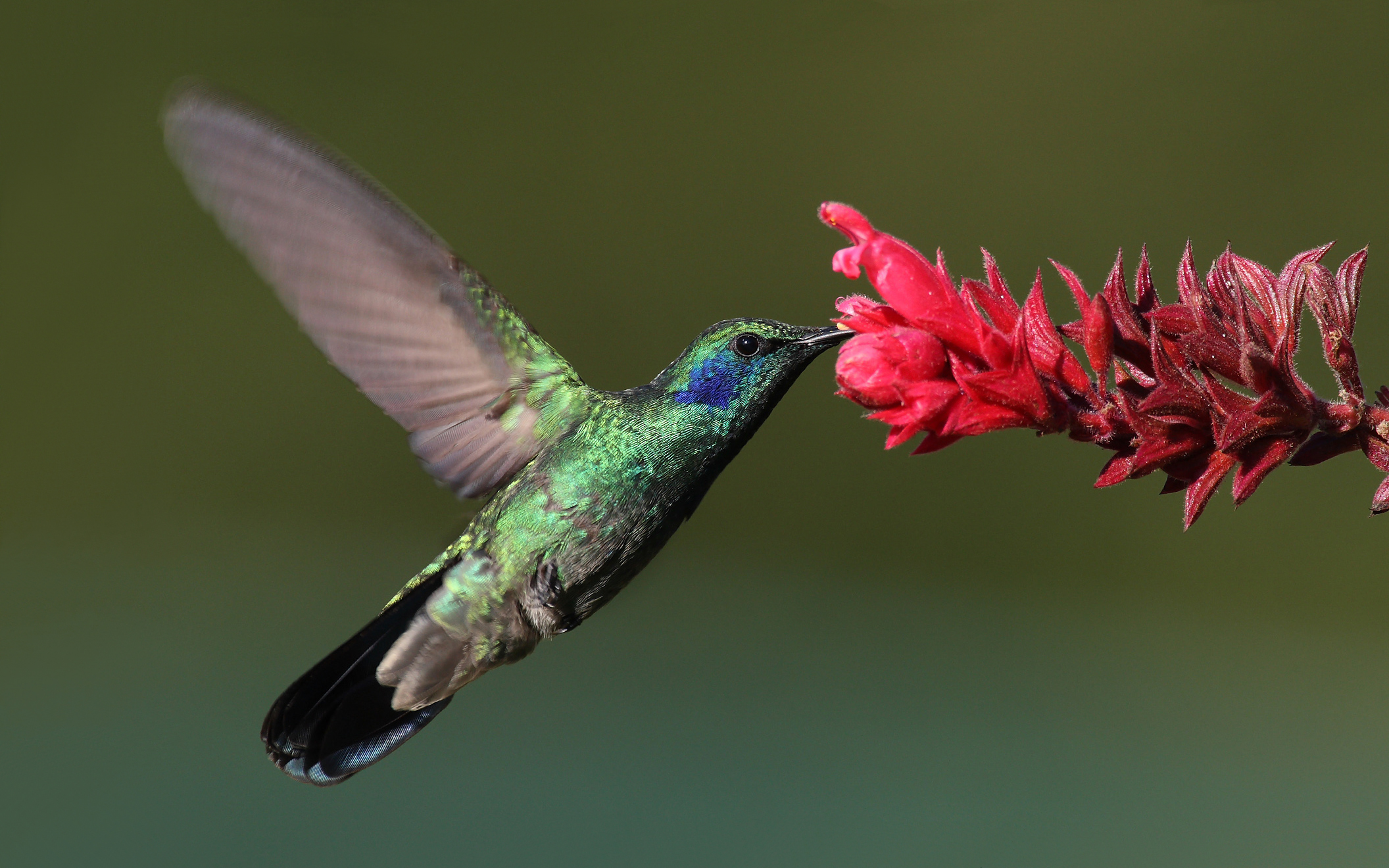
مرغ مگس از جمله پرندگانی هستند که دارای دو گوده مرکزی هستند
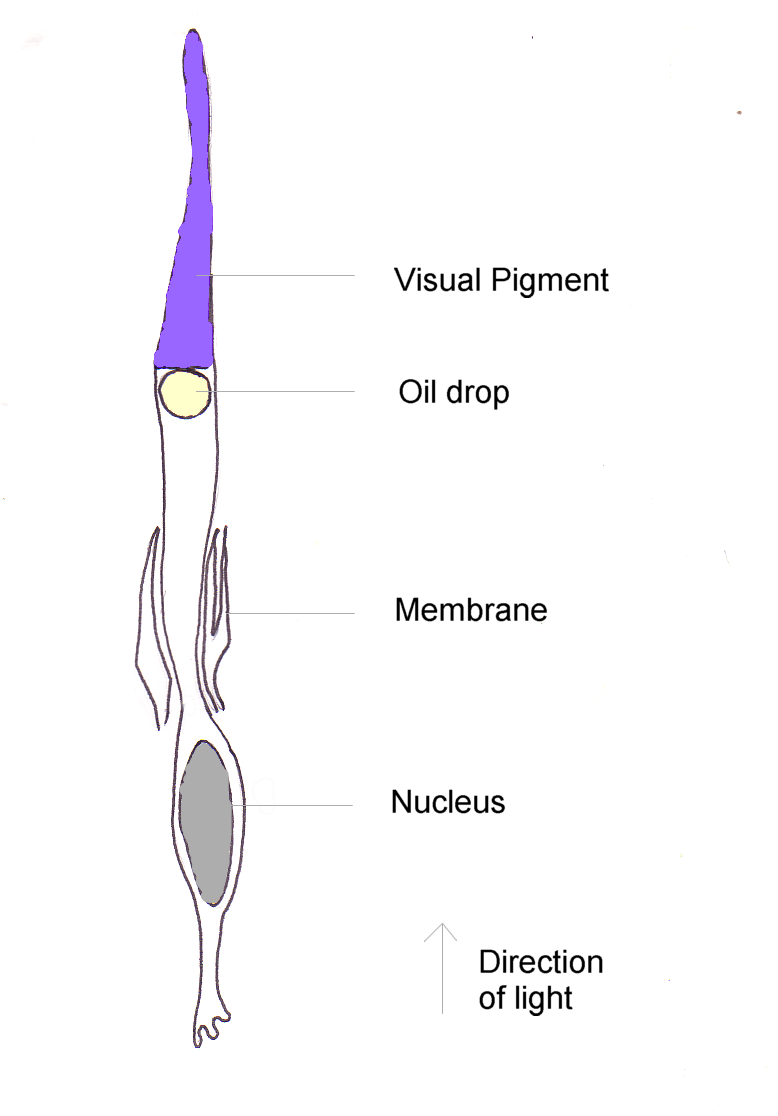
نمودار یک سلول مخروطی پرنده
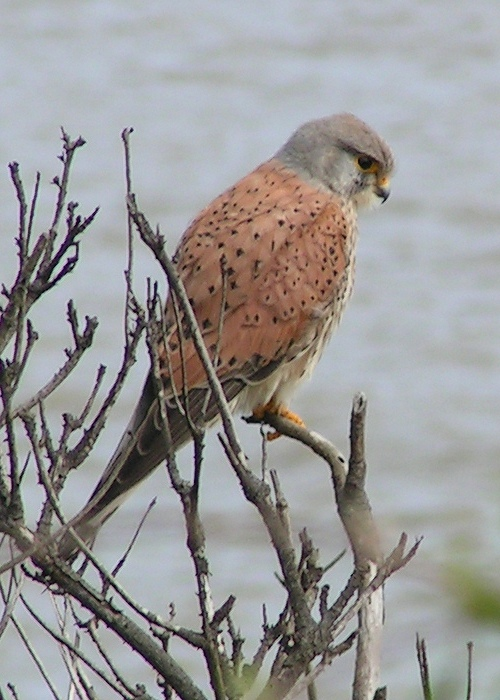
دلیجه معمولی مانند دیگر پرندگان شکاری حساسیت بسیار کمی به نور VU دارد.
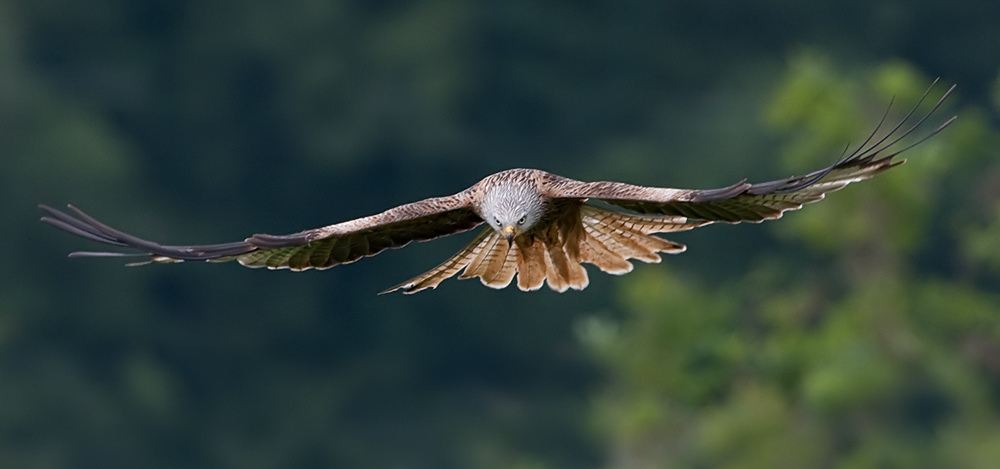
پرواز یک کورکور حنایی در ایستگاه تغذیه پرندگان در اسکاتلند
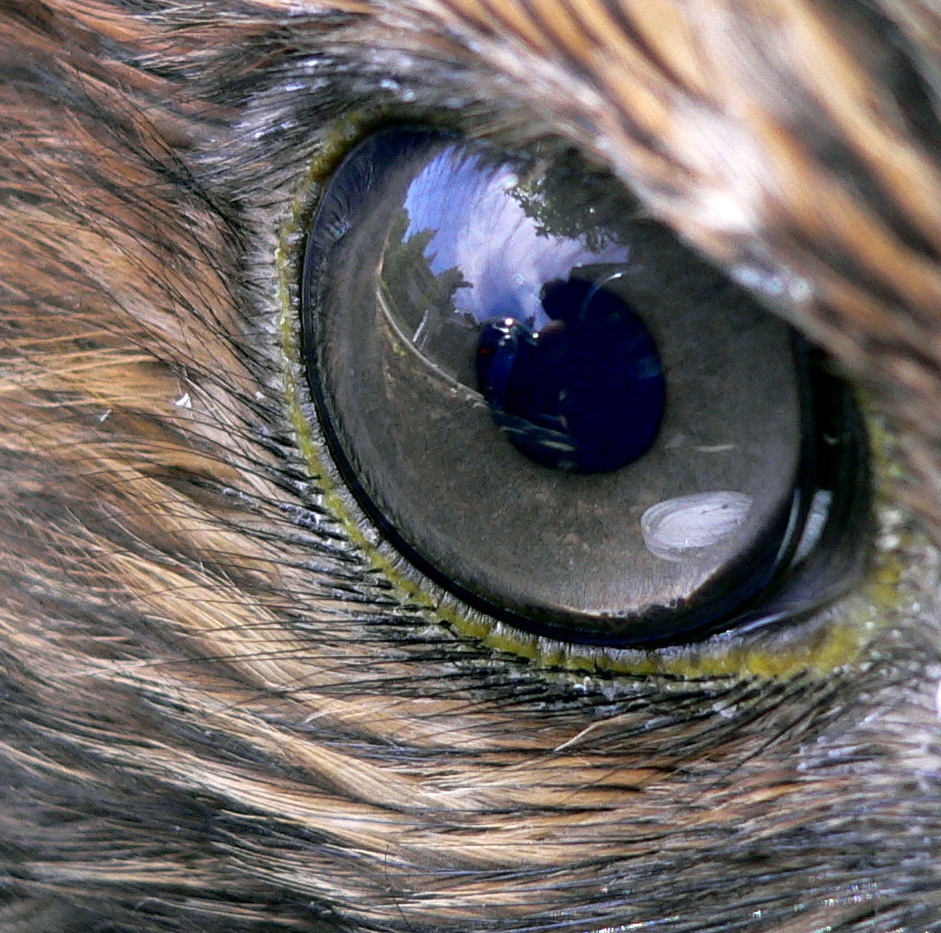
«چشم عقاب» واژه‌ای برای دقت بینایی است.
هر شبکیه عقاب‌سارگپه سینه‌سیاه دارای دو حفره است.[۱۰]
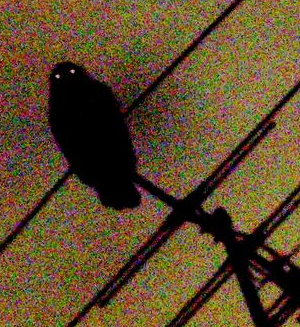
جغد نیرومند، که در شب عکس گرفته شده و پرده درخشان (تاپتا لوسیدا) منعکس‌کننده‌ای را نشان می‌دهد.
هر شبکیه جغد دارای یک حفره است[۱۰]
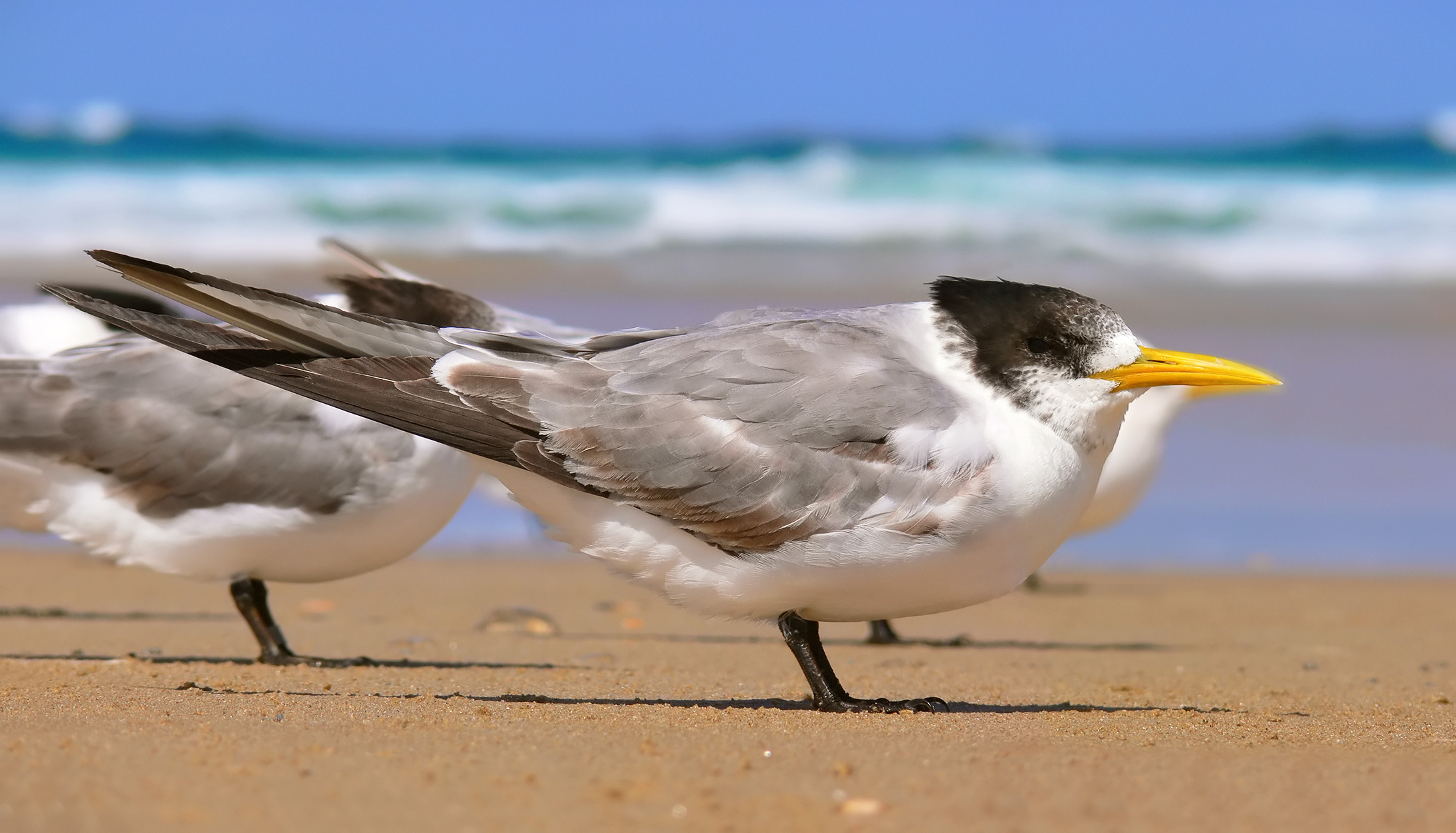
پرستودریایی‌ها دارای قطره‌های رنگی روغن در مخروط‌های چشم هستند تا دید از راه دور را بهبود بخشند.
هر شبکیه کبوتردریایی مانکس دارای یک حفره و یک نوار دراز با تراکم گیرنده نوری بالا است.[۱۰]